# Ctenosaura clarki
Espèce
Statut de conservation UICN

 VU B2ab(iii) : Vulnérable
Ctenosaura clarki est une espèce de sauriens de la famille des Iguanidae.

## Répartition
Cette espèce est endémique du Michoacán au Mexique. Elle se rencontre dans le bassin du río Tepalcatepec.

## Étymologie
Cette espèce est nommée en l'honneur d'Herbert Charles Clark (1877–1960).

## Publication originale
- Bailey, 1928 : A revision of the lizards of the genus Ctenosaura. Proceedings of the United States National Museum, vol. 73, p. 1-55 (texte intégral).